# Muzeul de Istorie a Artei din Viena
Muzeul de Istorie a Artei (în germană Kunsthistorisches Museum) din Viena a fost înființat la scurt timp după campaniile militare conduse de Napoleon în Europa. 
Ne aflăm la începutul secolului al XIX-lea. Dinastia Habsburgilor este îngrijorată de soarta patrimoniului artistic al familiei, mai ales pentru comoara imensă a Sfântului Imperiu Roman și Ordinului Lânii de Aur.
Această comoară era împărțită între trei orașe: Castelul Ambras de lângă Innsbruck, Nürnberg și Aachen. Habsburgii au ordonat ca toate desenele să fie aduse la Viena și drept urmare obiectele de artă sunt transferate în Palatul Belvedere, unde se aflau deja câteva colecții de pictură.
Comorile au supraviețuit distrugerilor provocate de trupele lui Napoleon în timpul campaniilor militare și au fost expuse publicului cu ocazia Congresului de la Viena. Cetățenii și delegații străini au rămas profund impresionați de valoarea lor.
Kunsthistorisches Museum, găzduit de o clădire de pe Bulevardul Ring, ce aduce cu un palat, este unul dintre cele mai importante muzee de artă din lume. Clădirea în care se află este ea însăși un obiectiv turistic. Muzeul este vizitat de peste 600.000 de oameni anual. A fost construit, ca și alte muzee din Viena, pentru a găzdui imensa colecție de obiecte de artă a Habsburgilor. Kunsthistorisches Museum a fost deschis în 1891, în același an în care a fost deschis și Naturhistorisches Museum (Muzeul de Istorie Naturală), de către împăratul Franz Joseph al Austriei și Ungariei. Cele două muzee au exterioarele similare și se află unul în fața celuilalt în Piața Maria Tereza. Ambele clădiri au fost construite între anii 1872-1891.
Colecțiile muzeului sunt: Egipt și din Orientul Apropiat; Grecia și Roma Antică; Sculptura și Arta Decorativă, Colecția de Numismatică și Bibliotecă. Interiorul clădirii este și el spectaculos fiind decorat cu marmură, și multe ornamente aurite sau picturi. Clădirea are deasupra sa un dom ce ajunge la o înălțime de 60 de metri.
Probabil în acest moment s-a născut ideea de a expune aceste colecții într-un muzeu. Vor trece mulți ani însă până la finalizarea acestui proiect și va fi nevoie de un împărat motivat care să le pună în practică. Franz Iosif, proaspăt ales împărat în anul 1848, decide să expună întreg patrimoniul artistic al familiei într-un singur sediu. La jumătatea secolului al XIX-lea, la Viena, se pun în practică proiecte mari. Zidurile vechi sunt demolate, planul de urbanism al orașului este proiectat în jurul Ring-ului. Se construiește un bulevard care va găzdui cele mai importante instituții publice ale orașului: Primăria, Teatrul, Parlamentul. În fața reședinței Habsburgilor, Hofburg, se proiectează o esplanadă grandioasă, un fel de for imperial. În părțile laterale ale acestei piațete au fost proiectate două clădiri maiestuoase, una în fața celeilalte. Prima clădire este destinată a fi muzeu științific, iar cea de-a doua găzduiește colecții artistice ale Habsburgilor.

## Istoria
„Arta modernă nu există, arta a fost eternă încă de la începuturi.”

## Începuturi

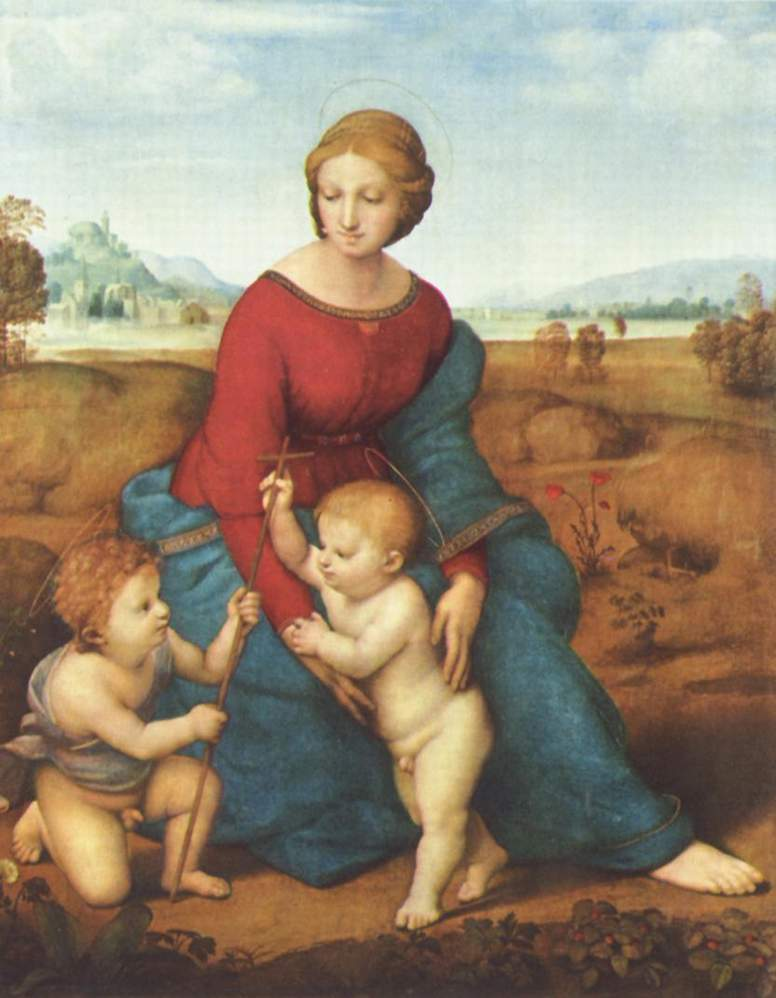
Madona pe pajiște pictată de Rafael în anul 1506

Secole de-a rândul, comorile dinastiei Habsburge au fost protejate de prinții renascentiști care aveau legături de prietenie sau rudenie cu membrii familiei imperiale. Muzeul de Istorie a Artei din Viena este strâns legată de istoria și de averea Habsburgilor.
În anul 1358, ducele de Austria, Rudolf al IV-lea de Habsburg, devine proprietarul regiunii Tirol și, implicit , al unor opere medievale care au aparținut familiei. La un secol distanță, în anul 1493, Maximilian I, fiul lui Frederic al III-lea de Habsburg, duce de Austria și rege al Germaniei, Boemiei și Ungariei, este proclamat împărat. Suveranul moștenește de la tatăl său dragostea pentru artă și devine prietenul și clientul artiștilor. Printre aceștia se numără și germanul Albrecht Dürer.
În anul 1567, Ferdinand al II-lea aduce în castelul din Ambras, situate lângă Innsbruck, o colecție bogată de armuri și de portrete realizate de maeștri de calibru: Lucas Cranach cel Tânăr, Agnolo Bronzino și Jean Clouet; arhiducele era un adept al umanismului, curent care l-a impresionat și pe Maximilian I. Aceste capodopere pot fi considerate o enciclopedie a suveranilor, a intelectualilor și a poeților. Identitatea castelului din Ambras este strâns legată de personalitatea lui Ferdinand, un adevărat prinț al Renașterii și mare promotor al artei și științei. Zona cea mai impresionantă din castel este camera de artă și curiozități, așa-numita „Kunstkammer”. Aici se află o colecție vastă și rafinată de „elemente naturală” (caracterizate de forme antropomorfe, pești ciudați, colonii de corali), „elemente artificiale” (produse ale naturii prelucrate artistic) și elemente de manufactură.
Între 1590 și 1595, Francisc Ernest, arhiducele Țărilor de Jos, colecțioanează tablouri flamande. Printre acestea se numără Anotimpurile anului și Nuntă țărănească, pictate de Pieter Bruegel, artist îndrăgit și susținut de arhiduce. În anul 1605, Carol, fiul și moștenitorul lui Ferdinand al II-lea, vinde colecția din Ambras împăratului Rudolf al II-lea.
Acesta transferă câteva lucrări la curtea la Curtea din Praga, dar cea mai mare parte a colecției rămâne în castelul din Tirol. Iubitor și cunoscător de artă, împăratul înființează în castelul Hradcany din Praga o galerie prestigioasă de tablouri, alături de colecții vechi și de obiecte prețioase decorative. Rudolf al II-lea manifestă o predilecție pentru Renașterea italiană, mai ales pentru secolul al XVI-lea venețian, dar și pentru maeștrii germani și flamanzi, Albrecht Dürer și Pieter Bruegel numărându-se printre primii. Statutul său politic și diplomatic imperial îi permite să facă schimb sau să achiziționeze opere de artă din Italia, din Spania și din Țările de Jos. În acest fel Rudolf al II-lea intră în posesia unor capodopere precum Danae a lui Tiziano sau Jupiter și a lui Correggio. Împăratul achiziționează de la spaniolul Antonio Perez Răpirea lui Ganimede și ''Cupidon sculptându-și arcul'', de Parmigianino. Operele lui Albrecht Dürer care aparțineau colecționarului francez Granvelle provin din Praga. La Curtea lui Rudolf își desfășoară activitatea un cerc de artiști cunoscuți sub numele de "pictorii rudolfini". Printre acestea se numără Bartholomaeus Spranger, Hans von Aachen și Joseph Heintz.

#### Mutarea reședinței imperiale de la Praga la Viena

Turnul Babel pictat de Pieter Bruegel cel Bătrân în anul 1563

Membrii acestui cerc artistic constituiau un grup de sine stătător în manierismul european. Ei se opuneau voinței împăratului și pictau scene cu caracter senzual și erotic, folosind teme mitologice și alegorice. Tablourile lui Giuseppe Arcimboldo, pictor activ la curtea din Praga, se aflau în camera de artă a lui Rudolf. Întrucât era un admirator fervent al pietrelor sculptate și al bijuteriilor, suveranul s-a înconjurat de aurari, de sculpturi și de gravori care au format faimosul „atelier de la Curtea din Praga”. Între anii 1612 și 1619, Matthias, fratele lui Rudolf al II-lea, își mută reședința imperială de la Praga la Viena. Aici, Matthias transferă o parte dintre tablourile și obiectele de artă ale familiei. Comorile rămase la Praga sunt prădate de trupele suedeze în anul 1648, în timpul Războiului de 30 de ani. La scurtă vreme, acestea vor ajunge în colecțiile reginei Cristina de Elveția. La 10 mai 1621, împăratul Ferdinand al II-lea emite un decret potrivit căruia bunurile familiei habsburgice nu puteau fi înstrăinate și nici împărțite. Scopul decretului este acela de a împiedica risipirea colecțiilor de artă care aparțin acestei familii.
În perioada cuprinsă între anii 1628 și 1662, odată cu căsătoria dintre arhiducele Tirolului, Ferdinand Carol, și Ana de Medici, la reședința de Innsbruck sunt aduse opere italiene din secolele al XVI-lea și al XVII-lea. Printre acestea se numără Madona pe pajiște, a lui Rafael, tablou achiziționat de familia Taddei din Florența, și Venus și Adonis, de Annibale Carracci.
Între 1647 și 1656, arhiducele Leopold Wilhelm, fiul împăratului Ferdinand al II-lea și fratele împăratului Ferdinand al III-lea, ocupă funcția de guvernator în Țările de Jos meridionale. 
Wilhelm era un mare cunoscător de artă și conducea o regiune care se afla în centrul comerțului european. În urma licitațiilor organizate pentru colecțiile ducelui de Buckingham și ale lui Carol I al Angliei, arhiducele achiziționează un mare număr de capodopere italiene și flamande.
O parte dintre aceste tablouri au fost achiziționate în contul fratelui său, Ferdinand al III-lea. Celelalte opere rămân în posesia lui Leopold Wilhelm care le expune în Palatul Coudenberg, la Bruxelles.

#### Colecțiile de artă în Palatul Stallburg

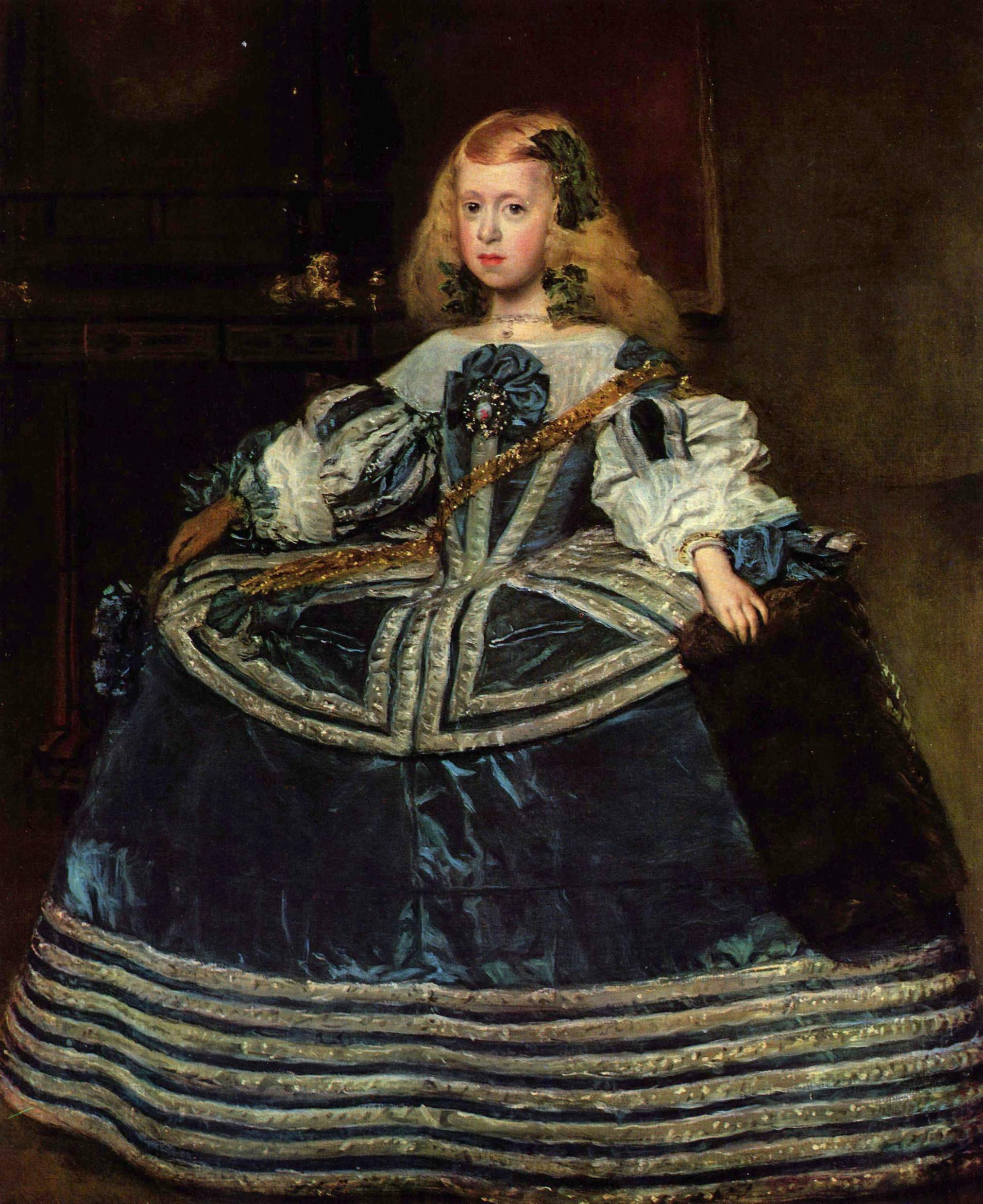
Infanta Margareta Teresa în rochie albastră pictată de Velázquez în anul 1659

Este vorba despre capodoperele lui Mantegna, Antonello da Messina, Giorgione, Tiziano, Veronese, Tintoretto, Van Eyck, Bruegel cel Bătrân, Van der Weyden, Memling, Holbein cel Tânăr, Cranach cel Bătrân și Van der Baren, urmat de David Teniers cel Tânăr. Acesta din urmă reproduce în numeroase tablouri galeria din Palatul Coudenberg, oferindu-ne un fel de inventar cu valoare documentală. David dedică operelor italiene o serie de stampe: Theatrum pictorium. În anul 1656, Leopold Wilhelm se întoarce la Viena, aducând cu sine propriile colecții de artă. În urma unui inventar efectuat în anul 1569, s-a constatat că aceste colecție cuprindeau 1397 de tablouri, 343 de desene și 542 de sculpturi. Toate aceste obiecte de artă au fost expuse în Palatul Stallburg, clădire construită la sfârșitul secolului al XVI-lea, unde își avea reședința Maximilian al II-lea. După ce Maximilian se mută în palatal imperial din Hofburg, Palatul Stallburg devine sediu grajdurilor regale. În anul 1657, Ferdinand al II-lea moare . Fiul său, Leopold I, urcă pe tron și reunește colecțiile tatălui și pe cele ale unchiului său, Leopold Wilhelm. Noul împărat se căsătorește cu arhiducesa Claudia Felicita, fiica și moștenitoarea arhiducelui Ferdinand Carol de Tirol și a Anei de Medici. În urma acestei căsătorii, suveranul completează colecțiile familiei sale cu patrimoniul palatului din Innsbruck. 
Între timp, în preajma anului 1659, regale Spaniei, Filip al IV-lea, dăruiește împăratului din Viena câteva capodopere semnate de Velazquez. Printre acestea amintind portretele copiilor săi Margareta Teresa (prima soție a lui Leopold) și Filip Prospero.
În anul 1711, Iosif I moare, iar fratele său, Carol al VI-lea, este chemat la Viena pentru a primi coroana imperială.
Carol decide să împodobească Viena cu clădiri noi și importante. Ne aflăm în perioada de aur a stilului baroc. Johann Fischer von Erlach este autorul proiectului Castelului Schonbrunn, iar Lukas von Hildebrandt este arhitectul Castelului Belvedere. Carol al VI-lea reorganizează un etaj întreg din Palatul Stallburg – sediu al grajdurilor regale pe vremea lui Leopold Wilhelm. Împăratul transformă vechea încăpere în care era expusă colecția imperială a lui Leopold Wilhelm într-o fastuoasă galerie privată. Pereții sunt acoperiți cu panouri splendide din lemn, suveranul încercând să dea viață unui ansamblu decorativ mirific în care tablourile erau dispuse simetric și regulat.
În anul 1740, Carol al VI-lea o numește împărăteasă pe fiica sa Maria Teresa de Austria. Soțul său, Francisc Stefan de Lorena, achiziționează câteva tapiserii, îmbogățind astfel colecția familiei. Bernardo Bellotto pictează pentru Maria Teresa treisprezece tablouri în care protagoniștii sunt Viena și castelele imperiale. În anul 1765, cuplul imperial decide să înființeze la Viena Cabinetul numismatic și al antichităților. Tot atunci sunt reorganizate obiectele prețioase din camera tezaurului imperial din Palatul Hofburg.
În anii ’70 din secolul al XVIII-lea, colecțiile imperiale sunt întregite cu două piese importante. În 1771, arhiducele Ferdinand Carol de Habsburg, fiul Mariei Teresa, se căsătorește, la Milano, cu ultima moștenitoarea a familiei d’Este, Maria Beatrice Ricciarda. În acest fel, arhiducele devine posesorul patrimoniului artistic al familiei Modena-d’Este, alcătuit din sculpturi antice clasice și din timpul Renașterii, dar și din instrumente muzicale. În anul 1773, Papa Clement al XIV-lea desființează Ordinul Iezuiților. În urma acestui eveniment, pe piața artistică internațională apar numeroase icoane de altar pictate în bisericile iezuite. Maria Teresa achiziționează cinci mari tablouri pictate de Rubens, printre care și ''Adormirea Maicii Domnului''.

#### Colecțiile familiei imperiale în Palatul Belvedere

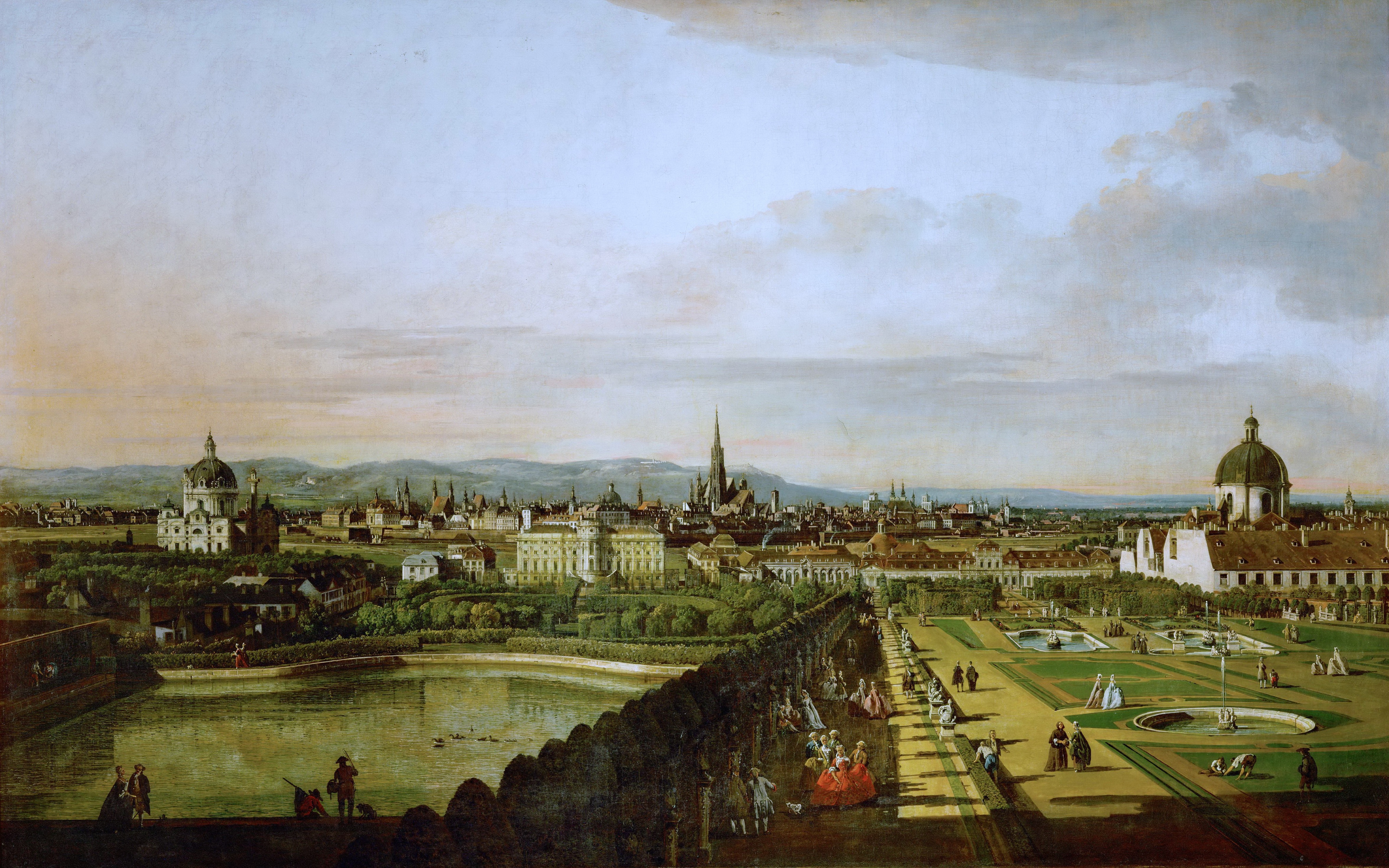
Viena văzută din Castelul Belvedere, tablou pictat de Bernardo Bellotto

În anul 1780, Maria Teresa se stinge din viață, iar tronul este ocupat de fiul său, Iosif al II-lea. Galeriile din Palatul Stallburg devin neîncăpătoare odată cu aducerea aici a obiectelor colecției din Viena, a icoanelor de altar pictate de Rubens și de Van Dyck și a tablourilor achiziționate de Maria Teresa. Iosif al II-lea transferă, așadar, colecțiile familiei imperiale în Palatul Belvedere.
Acesta a fost construit între anii 1714 și 1722 pentru Eugen de Savoia, atotputernicul prinț al Curții Habsburgice, cel care i-a gonit pe turci la Zenta, în 1697. În 1781, palatul devine sediul unei galerii deschise publicului (cu 10 ani înaintea Luvrului). Spre deosebire de Palatul Stallburg, obiectele de artă sunt dispuse după criteriile istorice și didactice. Tablourile sunt aranjate mai întîi de istoricul de artă Christian von Mechel și sunt grupate după cetățenia autorului și perioada în care au fost create. Datorită acestui sistem de organizare a operelor de artă, publicul poate înțelege mai bine picturile. În anul 1790, Iosif al II-lea moare, iar în 1792, Francisc al II-lea devine împărat. Suveranul și fratele său, Leopold, marele duce de Toscana, hotărăsc să facă un troc cu obiectele de artă din galeria Palatului Belvedere și din colecțiile florentine.
În urma acestor schimburi, muzeul din Viena a înregistrat pierderi importante, ca de exemplu Adorația Magilor, tabloul pictat de Dürer. În timpul războaielor purtate de Napoleon, de teama jafurilor francezilor, trei mari comori sunt transferate la Viena: operele de artă din Ambras, bijuteriile Coroanei și ale Ordinului Lânii de Aur. Colecțiile erau păstrate în Schatzkammer (camera de artă).

### Apariția Muzeului de Istorie a Artei
Între anii 1814 și 1815, o parte a tezaurului Habsburgic poate fi admirată de publicul avizat. Spre jumătatea secolului al XIX-lea, pentru împăratul Francisc Iosif – care a domnit în perioada 1848 – 1916 – devine o prioritate aducerea întregului patrimoniu artistic al familiei într-un singur sediu. Proiectul de urbanizare a Vienei include și construirea a două clădiri identice, dispuse față în față: Muzeul de Istorie a Artei (Kunsthisorisches Museum) și Muzeul de Istorie Naturală (Naturhistorisches Museum). Arhitecții care se ocupă de acest proiect sunt Karl Hasenaeur și Gottfried Semper. Celor doi specialiști li s-a spus să nu-și facă griji în privința banilor. Muzeele au fost construite în perioada 1871-1880 și au fost decorate cu dale din marmură, fresce spectaculoase și cu mozaicuri. Galeriile Muzeului de Istorie a Artei din Viena au fost mobilate după regulile stilului istoric care predomina în acea vreme (stil renascentist), dar și in funcție de obiectele de artă pe care le găzduiau: cele antice erau expuse în săli decorate în stil arhitectural antic roman târziu; colecțiile Egiptului antic puteau fi admirate în săli decorate în stil egiptean. Atriumul muzeului este împodobit cu picturi alegorice: Patronii artelor plastice din Casa Habsburgilor, tablou pictat de Julius Bergier, Apoteoza Renașterii de Michael Von Munkacsy. În anul 1880 se încheie construcția pe Ring.
La 17 octombrie 1891 are loc inaugurarea Muzeului de Istorie a Artei din Viena, în prezența împăratului Franz Iosif. Înainte de a transfera colecțiile din Castelul Belvedere, un pictor specializat în acuarelă a primit sarcina de a analiza starea în care se aflau acestea. Sălile muzeului trebuiau decorate după gusturile Habsburgilor, pentru a ilustra măreția acestor dinastii. Însă lucrurile nu s-au întâmplat așa. După 25 de ani, Imperiul Habsburgic piere, iar colecțiile sunt confiscate de noul stat republican. La începutul celui de Al Doilea Război Mondial, în 1939, toate operele din Muzeul de Istorie a Artei din Viena sunt transferate în salinele subterane din Altausee, decizie căreia i se datorează supraviețuirea tezaurului Habsburgilor. Clădirea muzeului a fost grav avariată și nu a mai putut fi folosită mult timp. Abia în anul 1958 Muzeul de Istorie a Artei din Viena își va redeschide porțile grație unei donații consistente. Printre acestea merită amintită donația făcută de baronii Louis și Clarice de Rotschild, care conținea tablouri olandeze renumite.

## Colecțiile de artă
Albrecht Altdorfer
- Punerea în mormânt 1518
- Învierea Domnului 1518

Antonello da Messina

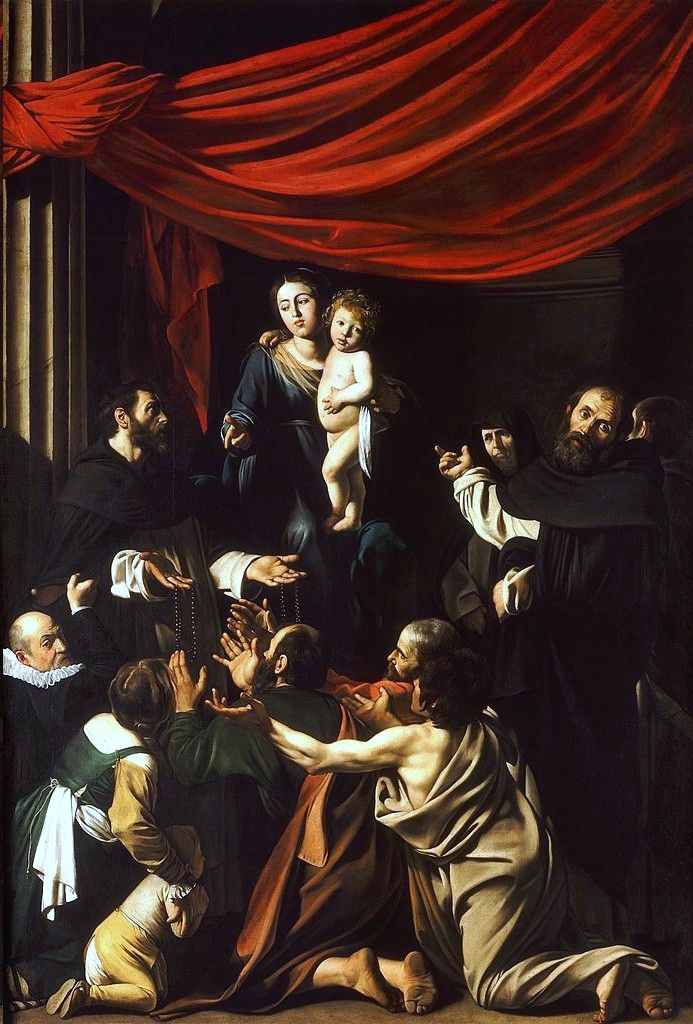
Madona cu rozariul, pictată de Caravaggio

- Icoana de altar din Biserica Sfântul Casian 1475-1476

Giuseppe Arcimboldo
- Vara 1563

Giovanni Bellini
- Tânără femeie făcându-și toaleta 1515

Bernardo Bellotto
- Viena văzută din Castelul Belvedere 1759-1761

Hieronymus Bosch
- Drumul spre Golgota 1480-1490

Pieter Bruegel cel Bătrân
- Vânători în zăpadă 1565
- Nuntă țărănească 1568
- Turnul Babel 1563

Guido Cagnacci
- Sinuciderea Cleopatrei 1659-1661

Canaletto
- Vedere din vamă 1738-1740

Caravaggio
- Madona cu rozariul 1606-1607

Annibale Carracci (școala)
- Venus și Adonis circa 1595

Benvenuto Cellini
- Solnița regelui Francisc I 1540-1543

Correggio
- Jupiter și Io circa 1531

Lucas Cranach cel Bătrân
- Iudita ținând în mână capul lui Holofern circa 1530
- Sfântul Ieronim pocăindu-se 1502

Albrecht Dürer
- Adorația Sfintei Treimi 1511
- Fecioara cu pruncul 1512
- Portretul unei tinere din Veneția 1505
- Portretul lui Johann Kleberger 1526

Jean Fouquet (?)
- Portretul bufonului Gonella circa 1445

Geertgen tot Sint Jans
- Arderea moaștelui Sfântului Ioan Botezătorul circa 1484

Giorgione
- Laura 1506
- Cei trei filosofi circa 1507

Hans Holbein cel Tânăr
- Portretul lui Dirk Tybis 1533
- Portretul lui Jane Seymour 1536

Lorenzo Lotto
- Fecioara Maria cu Pruncul și sfinții 1527-1529
- Portretul unui tânăr, circa 1508

Mabuse
- Fecioara Maria și Sfântul Luca circa 1520

Andrea Mantegna
- Sfântul Sebastian 1457-1459

Hans Memling
- Triptic circa 1485

Parmigianino
- Autoportret în oglindă convexă 1523-1524
- Cupidon sculptându-și arcul, 1532-1533

Pietro Perugino
- Botezul lui Hristos 1498-1500

Nicolas Poussin
- Armata lui Titus cucerește Ierusalimul 1638-1639

Rafael Sanzio
- Madona pe pajiște 1506

Rembrandt
- Autoportret circa 1657
- Portretul lui Titus citind 1655-1657
- Portretul mamei 1639

Guido Reni
- Botezul Domnului 1623

Pieter Paul Rubens
- Adormirea Maicii Domnului circa 1614
- Cele patru continente 1614-1615
- Furtuna circa 1624

Martin Schongauer
- Familia Sfântă circa 1472

Francesco Solimena
- India ținând în mână capul lui Holofern 1728-1733

Jan Steen
- Lumea cu susul în jos 1663

David Teniers cel Tânăr
- Arhiducele Leopold Wilhelm în galeria sa circa 1651

Gerard Ter Borch
- Femeie curățând un măr circa 1661

Giambattista
- Moartea consulului Lucius Iunius Brutus 1728-1730

Tintoretto
- Suzana și bătrânii 1555-1556

Tiziano
- Bravul 1520-1522
- Madona cu Pruncul 1510-1512
- Ninfa și păstorul 1570
- Portretul anticarului Jacopo da Strada 1566-1567

Cosme Tura
- Hristos susținut de doi îngeri circa 1475

Hugo van der Goes
- Diptic cu Păcatul Originar și Mântuirea circa 1468-1470

Rogier van der Weyden
- Răstignirea lui Hristos circa 1445

Anton van Dyck
- Prinderea lui Samson 1628-1630
- Portretul lui Nicolas Lanier 1632-1633

Jan van Eyck
- Portretul cardinalului Nicolo Albergati circa 1435

Jan van Scorel
- Intrarea în templu circa 1535

Diego Velazquez
- Prințul Felice Prospero 1659
- Infanta Margareta Teresa în rochie albastră

Jan Vermeer
- Alegoria Picturii 1665-1666

Veronese
- Învierea fiului văduvei din Nain 1565-1570

Veronese (și ucenicii săi)
- Hristos și samarineanca 1585-1586

## Colecția de obiecte arheologice
- Tezaurul de la Sânnicolau Mare